# Chan Choy Siong
Chan Choy Siong (Singapur, 1931-11 de febrero de 1981) fue una política y activista por los derechos de las mujeres singapurense.

## Trayectoria
En 1954, cuando Chan tenía 20 años, se unió al Partido de Acción Popular (PAP).
Hablaba dialectos de chino y mandarín de forma fluida.
En 1957 resultó electa como concejal.
En 1959, en las elecciones generales, fue electa para Parlamento de Singapur y se convirtió en legisladora, representando al distrito Delta.Fue una de las cinco mujeres que fueron electas, de las cuales, cuatro pertenecían al PAP.
Lideró la Liga de Mujeres dentro del PAP e hizo campaña a favor de la sanción de la ley que prohibía la poligamia y establecía la igualdad entre el esposo y la esposa.La ley, que se sancionó en 1961, prohibió la poligamia a los no-musulmanes.
En 1960, durante un discurso en el Parlamento afirmó que las mujeres en la sociedad singapurense eran como pedazos de carne que se servían sobre la mesa para que los hombres las cortaran y que la ley traería un cambio revolucionario a la sociedad ya que los hombres ya no podrían tomar a  las mujeres como mercancías.
En 1970 se retiró de la política.
Su dimisión dejó sin mujeres al parlamento. No volvería a haber mujeres electas hasta las elecciones generales de 1984.

## Premios y reconocimientos
En 2014 fue incluida en el Salón de la Fama de las Mujeres de Singapur. 